# Presa de Capanda
L'embassament de Capanda és una central hidroelèctrica sobre el riu Cuanza a la província de Malanje, a Angola.
Fou construïda entre els anys 1987-2007 per la companyia russa Tekhnopromexport, del dissenyador general, l'institut Hydroproject (Enginyer en Cap - Ph.D Fedosov VE). La instal·lació genera energia mitjançant la utilització de quatre turbines de 130 MW cadascuna, totalitzant la capacitat instal·lada a 520 MW. El cost total fou de 4.000 milions US $. Es va gastar un cost addicional de més de 400 milions d'US $ en la reparació dels danys causats durant l'ocupació de la zona per UNITA durant la Guerra Civil angolesa en 1992 i 1999.

## El disseny
Les estructures principals inclouen:
- Una presa de formigó de gravetat, que inclou: la secció completa del sobreeixidor de la presa, sobreeixidor inferior central hidroelèctrica,
- Que comprèn: GES, conducte de quatre túnels,
- Casa de màquines de commutació oberta (ORU 220 kW)
- Edifici administratiu

## Importància econòmica
Des de 2013 Capanda HPP genera més de la meitat de tota l'electricitat a Angola i és el complex hidroelèctric més gran del país.

## Història de la construcció
El 2 de setembre de 1982 Angola va signar un acord intergovernamental per al contracte marc amb la Unió Soviètica, per a la construcció d'una presa hidroelèctrica. El Ministeri d'Energia i Petroli d'Angola, va formar un grup de gestió del gabinet per gestionar la construcció per al consorci contractista de Kwanza (GAMEK) de Capanda, que incloïa l'associació soviètica de comerç exterior "Tekhnopromexport", i la constructora brasilera Odebrecht.
El primer esborrany dels primers reconeixements topogràfics sobre l'adaptació de la presa es van realitzar en 1965 per l'empresa portuguesa COBA. Aquest projecte va consistir en la construcció d'una presa d'arc sobre la base de dos pilars de gravetat. Aquest projecte va ser rebutjat pels especialistes soviètics i els costos de construcció després es van reduir significativament. El Projecte Capanda HPP 520 MW es va completar el 1989. El projecte passà satisfactòriament la inspecció dels experts dels Estats de les organitzacions de l'URSS, Angola i Brasil.

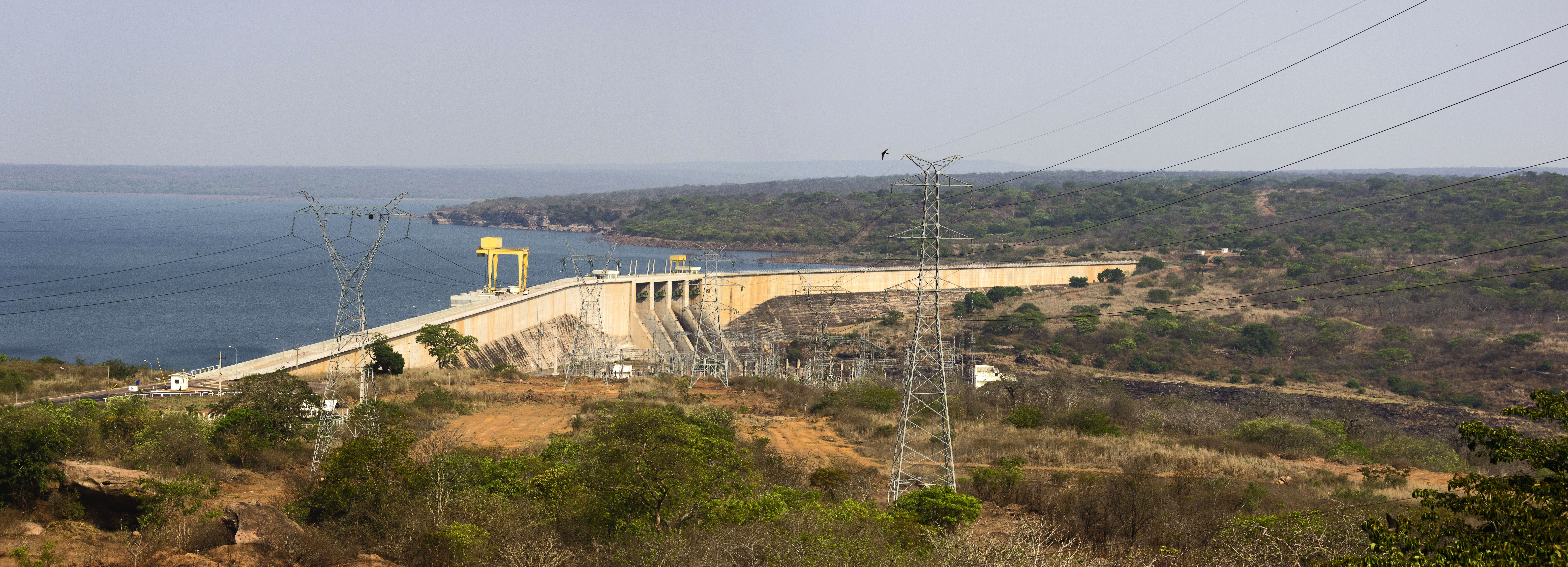
Panorama de HPP Capanda des del marge dret

La construcció va començar el gener de 1987. El contracte preveia l'acabament de la presa a la fi de 1992. D'abril a octubre de 1988 es va completar la construcció del túnel d'excavació. Al final de juny de 1989 el riu Cuanza va ser bloquejat, i l'aigua va fluir al túnel. L'ompliment del dipòsit es va completar l'1 de setembre de 1992.
La construcció de la presa es va dur a terme sota les condicions de la Guerra Civil angolesa. El 4 de novembre de 1992 el lloc va ser capturat per un escamot militar d'UNITA. Durant aquest atac uns 20 angolesos van ser assassinats, la majoria policies que custodiaven el lloc de construcció i tres especialistes russos. Després de la captura de la central hidroelèctrica sense acabar, es va deixar sense cap mena de preservació o conservació fins a l'any 2000. El 1997, es va fer un intent per reprendre la construcció. Durant l'estudi de reconeixement a la banda aigües amunt de la presa es van trobar rastres de poderoses explosions. Es va trobar que les torres grua llançades al riu. Després que UNITA va deixar l'àrea, l'obra estava nua a excepció de la paret restant de la presa de formigó. Totes les casernes residencials van ser cremades, i tots els nous constructors i enginyers contractats van haver de viure en tendes de campanya durant un temps.
El 12 de febrer de 2000 es va reprendre la feina. Al juliol de 2002, es van iniciar els treballs per omplir el dipòsit. El gener de 2004 i juny de 2004, les dues primeres turbines es posaren en línia. La construcció va continuar a la segona etapa, i el 2007, la tercera i quarta turbines van ser portades en línia. En 2013 va ser totalment operativa.
Després que UNITA va deixar Capanda, totes les carreteres que portaven al lloc de construcció eren minats. Malgrat el fet que la remoció de mines s'havia dut a terme gairebé immediatament després de la represa de la construcció, almenys dos grans camions bolquet van ser destruïts per les mines. Les mines terrestres es trobaven en el lloc de construcció, i més tard, als llocs on les fortes pluges s'havien endut el sòl. Les mines a la zona de Capanda són un perill i encara se'n troben en l'actualitat.